# Какау (коммуна)
Какау (нем. Kakau) — община в Германии, в земле Саксония-Анхальт. 
Входит в состав района Анхальт-Цербст. Подчиняется управлению Вёрлитцер Винкель.  Население составляет 609 человек (на 31 декабря 2006 года). Занимает площадь 5,38 км².